# Войновиці (Опатовський повіт)
Войновиці (пол. Wojnowice) — село в Польщі, у гміні Іваніська Опатовського повіту Свентокшиського воєводства.
Населення — 199 осіб (2011).
У 1975-1998 роках село належало до Тарнобжезького воєводства.

## Демографія
Демографічна структура на день 31 березня 2011 року:
|          | Загалом | Допрацездатний вік | Працездатний вік | Постпрацездатний вік |
| -------- | ------- | ------------------ | ---------------- | -------------------- |
| Чоловіки | 106     | 25                 | 69               | 12                   |
| Жінки    | 93      | 17                 | 53               | 23                   |
| Разом    | 199     | 42                 | 122              | 35                   |